# Lista över norska filmer från 1920-talet
Detta är en lista över norska filmer från 1920-talet.
- 1920 – Tattar-Anna
- 1920 – Kaksen paa Øverland
- 1921 – Jomfru Trofast
- 1921 – Felix
- 1921 – Markens gröda
- 1921 – Under Polarkredsens himmel
- 1921 – Blandt Syd-Amerikas urskovsindianere
- 1922 – Kjærlighet paa pinde
- 1922 – Pan
- 1922 – Farende folk
- 1923 – Med Roald Amundsens Nordpolsekspedition til første vinterkvarter
- 1923 – Nordenfor Polarcirkelen
- 1923 – Norge – en skildring i 6 akter
- 1923 – Strandhugg paa Kavringen
- 1924 – Til sæters
- 1925 – Roald Amundsen – Ellsworths flyveekspedisjon 1925
- 1925 – Fager er lien
- 1925 – Med "Stavangerfjord" til Nordkap
- 1925 – Himmeluret
- 1926 – Glomdalsbruden
- 1926 – Over Atlanterhavet og gjennem Amerika
- 1926 – Med Maud over Polhavet
- 1926 – Hallo! Amerika!
- 1926 – Vägarnas kung
- 1926 – Simen Mustrøens besynderlige opplevelser
- 1926 – Luftskibet «Norge»s flugt over Polhavet
- 1926 – Baldevins bryllup
- 1926 – Brudefärden i Hardanger
- 1927 – Den glade enke i Trangvik
- 1927 – Fjeldeventyret
- 1927 – Eleganta svindlare
- 1927 – Norges-filmen
- 1927 – Sju dagar för Elisabeth
- 1927 – Trollälgen
- 1928 – Bergenstoget plyndret inatt
- 1928 – Cafe X
- 1928 – Viddernas folk
- 1929 – Se Norge
- 1929 – Laila
- 1929 – Fra Chr. Michelsen til kronprins Olav og prinsesse Märtha
- 1929 – Det vackra Norge
- 1929 – Fröken statsadvokat